# Oreby
Oreby er en lille dansk landsby i Vordingborg Kommune, vest for Vordingborg by. Den ligger ved Avnø Fjord nord for Oreby Skov.
|  | Denne artikel om lokaliteten Oreby kan blive bedre, hvis der indsættes et (bedre) billede. Du kan hjælpe ved at afsøge Wikimedia Commons for et passende billede eller lægge et op på Wikimedia Commons med en af de tilladte licenser og indsætte det i artiklen. |

55°02′25″N 11°50′19″Ø / 55.04028°N 11.83861°Ø